# Odwrotna dekokcja
Odwrotna dekokcja (łac. decoquere, decoctum = zagotowanie, wygotowanie) – metoda zacierania słodu browarnego w trakcie produkcji brzeczki piwnej stosowana głównie w browarnictwie domowym i rzemieślniczym. W klasycznej dekokcji z zacieru odbierana jest ok. 1/3 część gęstego zacieru z ziarnem (dekokt), następnie osobno zagotowana i ponownie zwrócona do rzadszej części głównej. W odwrotnej dekokcji odbiera się ok. 1/2 części rzadszej, a następnie pozostałą część gęstą zagotowuje się. Zarówno w klasycznej dekokcji jak i w odwrotnej dekokcji zagotowuje się gęstą część zacieru ze słodem. Jednak w klasycznej dekokcji powoli i stopniowo zwraca się gorący dekokt do zacieru głównego podnosząc jego temperaturę o ok. 20°C, a czynność tę powtarza się dwa-trzy razy. W odwrotnej dekokcji zwracana jest szybko i w całości niemal równa część rzadsza i chłodniejsza zacieru do gorącego dekoktu obniżając jego temperaturę do ok. 68°C. W dekokcji odwrotnej dekokt gotowany jest z reguły nieco dłużej niż w dekokcji klasycznej, ale dzięki temu zagotowywany jest tylko raz, gdyż od razu osiąga się pożądaną temperaturę ok. 68°C skracając i upraszczając tym samym cały proces zacierania metodą dekokcyjną.